# Ciló (senador)
Ciló (en llatí: Cilo; en grec antic: Κίλλων) va ser un senador romà que va viure al segle i aC.
Va ser proscrit l'any 43 aC. Probablement era la mateixa persona que va ser amic de Torani i Ciceró i que aquest darrer esmenta en una carta de l'any 45 aC.